# 1724 na literatura

## Nascimentos
| Data       | Nome                         | Profissão | Nacionalidade | Observações | Ref |
| ---------- | ---------------------------- | --------- | ------------- | ----------- | --- |
| 2 de Julho | Friedrich Gottlieb Klopstock | poeta     | Alemanha      | m. 1803     |     |

## Mortes
| Data         | Nome                        | Profissão | Nacionalidade | Observações | Ref |
| ------------ | --------------------------- | --------- | ------------- | ----------- | --- |
| 2 de Outubro | François-Timoléon de Choisy | autor     | França        | n. 1644     |     |